# Tètides
Els tètides (Tethyida) són un ordre de demosponges de la subclasse Heteroscleromorpha.

## Taxonomia
L'ordre Tethyida inclou 210 espècies repartides en tres famílies:
- Família Hemiasterellidae Lendenfeld, 1889
- Família Tethyidae Gray, 1848
- Família Timeidae Topsent, 1928